# Фрідріх Люц (підводник)
Фрідріх Люц (нім. Friedrich Lutz; 9 серпня 1911, Пфуллендорф — 24 вересня 1974) — німецький офіцер-підводник, капітан-лейтенант крігсмаріне.

## Біографія
1 квітня 1930 року вступив на флот. З вересня 1939 року служив в 5-й флотилії R-катерів. З 28 березня по 30 вересня 1943 року пройшов курс підводника, 1-30 жовтня — курс кермування, 1-30 листопада — курс командира підводного човна. З 28 грудня 1943 року направлений на будівництво підводного човна U-485. З 23 лютого 1944 року — командир U-485, на якому здійснив 3 походи (разом 110 днів у морі). 12 травня 1945 року здався британським військам в Гібралтарі. 23 серпня 1947 року звільнений.

## Звання
- Рекрут (1 квітня 1930)
- Оберматрос (1 квітня 1932)
- Матрос-єфрейтор (1 квітня 1934)
- Боцманмат (1 вересня 1934)
- Обербоцманмат (1 серпня 1939)
- Боцман (1 жовтня 1937)
- Оберштурман (1 серпня 1939)
- Лейтенант-цур-зее (1 квітня 1942)
- Оберлейтенант-цур-зее (1 жовтня 1942)
- Капітан-лейтенант (1 квітня 1945)

## Нагороди
- Медаль «За вислугу років у Вермахті» 4-го класу (4 роки)
- Залізний хрест
  - 2-го класу (1 травня 1940)
  - 1-го класу (30 серпня 1940)
- Нагрудний знак мінних тральщиків (3 січня 1941)
- Орден Хреста Свободи 4-го класу з мечами (Фінляндія)
- Нагрудний знак підводника (1 лютого 1945)